# اولاگاما
اولاگاما (به لاتین: Olagama) یک منطقهٔ مسکونی در سری‌لانکا است که در استان جنوبی (سری‌لانکا) واقع شده‌است.